# Lilian Barnett

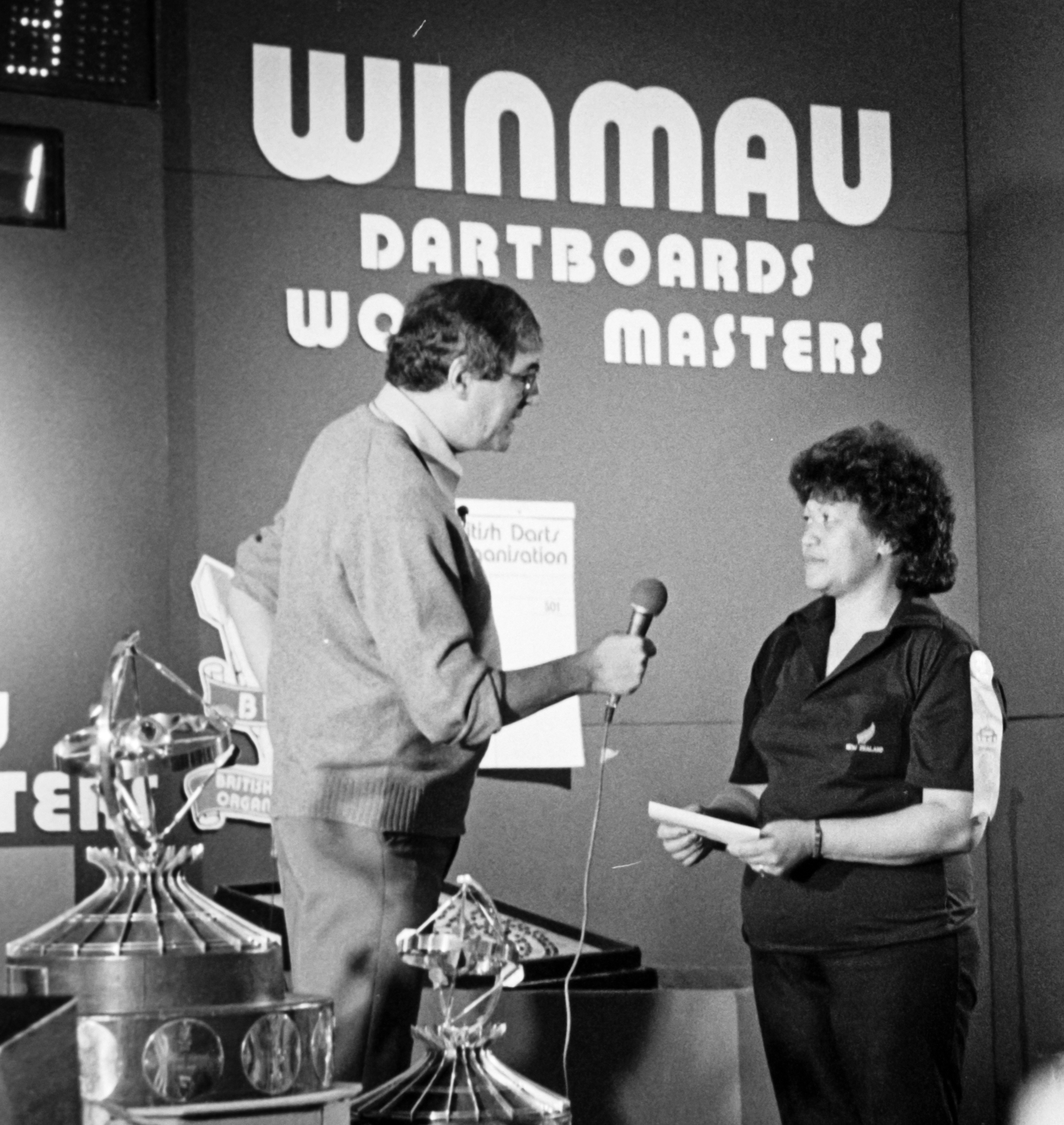
Lilian Barnett im Interview nach ihrem Sieg bei den World Masters 1985

Lilian Barnett, verh. Broadbent, (* 16. Juni 1942; † 13. August 2018) war eine neuseeländische Dartspielerin.

## Werdegang
Ab den 1970er Jahren war Lilian Barnett, die Māori-stämmig war, als Dartspielerin aktiv. Sie gewann dreimal den nationalen neuseeländischen Frauentitel im Einzel, ein Mal das australische Dameneinzel, mehrfach das neuseeländische Damendoppel, zweimal das Pacific Masters, den Pacific Cup im Einzel und im Doppel sowie das Dameneinzel beim Royal Hawaiian.
1985 reiste Lilian Barnett nach Großbritannien und stand zu diesem Zeitpunkt auf Platz 8 der Frauen-Weltrangliste der British Darts Organisation (BDO). Trotzdem galt sie als Außenseiterin, als sie 1985 in London das Winmau World Masters gewann und damit die erste Nicht-Britin war, der ein Sieg bei diesem hochdotierten Turnier gelang, das sie zudem barfuß absolviert hatte. Bis einschließlich 2021 war sie die einzige Siegerin dieses Wettbewerbs, die von der Südhalbkugel stammte.
Nach dem Masters-Sieg gewann Barnett 1986 die Mediterranean Open, anschließend wurde sie Dritte bei den British Open und Zweite beim British Gold Cup. Sie trat als „Special Guest“ in der Dart-Fernsehsendung Bulls Eye auf. Auch spielte sie in der englischen Liga. Zwei Jahre später berichtete sie in einem Interview, dass sie zunächst nur für drei Monate nach Großbritannien gekommen und ihre Reise von Puma Products gesponsert worden war. Aus persönlichen Gründen verlängerte sie ihren Aufenthalt um weitere neun Monate, erhielt aber keine Gelder mehr und musste sich schließlich selbst finanzieren, auch mit Preisgeldern. Da sie keine Arbeitserlaubnis in Großbritannien erhielt, kehrte sie nach Neuseeland zurück und heiratete. Sie plante, das Dartspielen in Neuseeland zu promoten und junge Talente auszubilden, musste aber 1989 nach einem Arbeitsunfall das Dartspielen vorübergehend einstellen. 1999 spielte sie mit den Australian Grand Masters ihr letztes großes Turnier. Ab 2000 trat sie für die Mannschaft von Western Australia an, wo sie inzwischen lebte, gab das Dartspielen aber schließlich auf, da die Möglichkeiten dazu an ihrem Wohnort Gingin sehr eingeschränkt waren.
Lilian Barnett starb 2018 im Alter von 76 Jahren.